# 지성 (철학)
지성(知性, 독일어: Verstand)은 칸트 철학에 있어서 대상을 인식하여 그 표상을 구성해 내는 능력이다. 형식으로서는 시간과 공간을 가지며, 감성 및 이성과 구별된다.
과거 "오성(悟性)"에서 명칭이 변경되었다.